# Herbert Augustin
Herbert Augustin (* 17. März 1928 in Dresden; † 15. März 2008) war ein deutscher Maler und Grafiker.

## Leben
Augustin studierte von 1950 bis 1955 an der Hochschule für Bildende Künste Dresden. Zu seinen Lehrern gehörten Heinz Lohmar, Erich Fraaß, Hans Theo Richter und Hans Grundig. Augustin erhielt einen Abschluss als Diplom-Grafiker und war nach seinem Studium zunächst als freischaffender Künstler tätig. Laut dem Allgemeinen Künstlerlexikon wurde er in dieser Zeit von Wilhelm Lachnit betreut. Im Jahre 1960 begann er seine Tätigkeit im Bezirk Cottbus. Kurz nach seinem Studium wurde er Mitglied staatlicher Auftragskommissionen in Berlin und Cottbus. Ab dem Jahre 1975 war er wieder in Dresden tätig. Er war bis 1990 Mitglied des Verbands Bildender Künstler der DDR.
Er starb im Beisein seiner Ehefrau Frau Gisela Jaenichen-Augustin und fand seine letzte Ruhe auf dem Heidefriedhof in Dresden.

## Werk (Auswahl)
Zu Augustins Schaffen gehören neben Öl-Malereien unter anderem Schwarz-Weiß-Holzschnitte, Wandbilder und Linolschnitte. Dem damaligen Zeitgeist  entsprechend thematisierte es überwiegend den antifaschistischen Widerstandskampf sowie Leben und Geschichte der Deutschen Demokratischen Republik. Wandbilder entstanden hier unter anderem an der Polytechnischen Oberschule in Elsterwerda-Biehla und im Kulturhaus Plessa. Beide zu jener Zeit neu errichteten Gebäude waren 1960 zur Nutzung freigegeben worden.
Grafiken Augustins gelangten später unter anderem in den Besitz von in Bernburg, Dresden und Freital ansässigen Museen beziehungsweise wurden in den Printmedien veröffentlicht.

## Werkbeispiele Druckgrafik
- Stahlwerker (Holzschnittzyklus)
- Rote Bergsteiger (1969, Holzschnittzyklus)
- Konzentration beim Einlaufen (1982, Farblinolschnitt)
- Volk und Armee (1984, Holzschnittzyklus; Auftrag des Büros für Bildende Kunst Dresden) daraus u. a.
- Helfer beim Wohnungsausbau (50 × 40 cm)[4]

## Ausstellungen (unvollständig)
- 1960: Dresden, Schloss Pillnitz („Kunst ist Waffe“; mit Hans Grundig und Margret Häusler)
- 1974, 1979 und 1984: Dresden, Bezirkskunstausstellungen[5]
- 1983: Leipzig, Messehaus am Markt („Kunst und Sport.“, Ausstellung zum VII. Turn- und Sportfest und zur IX. Kinder- und Jugendspartakiade der DDR).[6]
- 1986: Cottbus, Staatliche Kunstsammlung („Soldaten des Volkes - dem Frieden verpflichtet“)